# 代王城镇
代王城镇，是中华人民共和国河北省张家口蔚县下辖的一个乡镇级行政单位。代王城遗址位于此地。地处蔚县东北部，东与南杨庄乡接壤、南与宋家庄镇相邻、西南与蔚州镇相接、西与涌泉庄乡交界、北隔壶流河与杨庄窠乡相望，东北与西合营镇毗邻。

## 行政区划
代王城镇下辖以下地区：
代王城三村、代王城一村、代王城二村、代王城四村、代王城五村、马家寨村、城墙碾村、新家庄村、赵家碾村、大水门头村、小水门头村、四碾村、北门子村、南门子村、张中堡村、张南堡村、张北堡村、石家庄村、富家堡村、东李家碾村、东刘家庄村、君子疃村、马家碾村、马西庄村、史家碾村、北洼村、大德庄村、水北一村、水北二村和水北三村。